# Charles Bagge Plowright
Charles Bagge Plowright (ur. 3 kwietnia 1849 w King’s Lynn, zm. 24 kwietnia 1910 w North Wootton) – brytyjski lekarz, mykolog i fitopatolog.

## Życie i praca naukowa
Od 1865 r. był praktykantem u Johna Lowe’a, chirurga-aptekarza księcia Walii i chirurga w szpitalu Lynn Hospital w West Norfolk. Później przeniósł się do Glasgow, aby studiować w Anderson's College i Royal Infirmary. Zdał egzamin kwalifikacyjny i został chirurgiem domowym w West Norfolk, a następnie założył praktykę prywatną w King’s Lynn, był także chirurgiem w szpitalu Freebridge Lynn Rural District. Zdobył dużą praktykę jako zręczny i ostrożny chirurg. Zainteresował się także edukacją, został członkiem Komitetu Edukacji Technicznej Lynn, dyrektorem, a później wiceprzewodniczącym Komitetu Dziewczyn Szkół Średnich oraz gubernatorem Lynn Grammar School. Plowright poślubił Mary Jane Lovie Robb, córkę kupca z Edynburga. Mieli dwoje dzieci.
Największą sławę na europejską skalę zyskał jednak jako mykolog. Jeszcze jako chłopiec interesował się grzybami, a w okresie gdy pracował jako chirurg domowy opublikował pierwszy ze swoich traktatów naukowych, a mianowicie Sphaeriacei Britannici. W 1872 r. przesłał listę 800 grzybów okolic Norfolk do towarzystwa Norfolk and Norwich Naturalists Society. Przyznano mu członkostwo honorowe tego towarzystwa. Był jednym z pierwszych organizatorów British Mycological Society i pełnił funkcję jego prezesa w latach 1898–1918.
W latach 1891–1894 był profesorem anatomii porównawczej i fizjologii w Royal College of Surgeons. Wygłosił tu wykłady na temat „Grzybów pasożytniczych w związku z chorobami roślin”, „Choroby rozrodczych narządów roślin wywołane przez grzyby pasożytnicze”, „Działanie grzybów na ciało ludzkie” i „Grzyby Ringdon”. Został wybrany członkiem Włoskiego i Szkockiego Towarzystwa Kryptologicznego oraz Francuskich Towarzystw Mykologicznych. Zalecił do zwalczania chorób ziemniaka siarczan miedzi (ciecz bordoska), już stosowany w zapobieganiu pleśni na winoroślach i pomidorach oraz przeciwko śmieci pszenicy. Opublikował serię artykułów o grzybach wywołujących choroby roślin zaliczanych do grupy Pyrenomycetaceae (obecnie Sordariomycetes), a w 1889 r. napisał monografię brytyjskich grzybów pasożytniczych z rodziny Uredinaceae.
W naukowych nazwach opisanych przez niego taksonów dodawany jest skrót jego nazwiska Plowr.